# 诺尔 (格陵兰)
諾德（Nord，ICAO：BGNO）是格陵蘭的軍事站和科学站，位于北極圈以北1700公里。
該地距離北極點约924公里，在英格堡半島上，为格陵蘭的最北聚居地和東北格陵蘭國家公園的根基。